# Syvsovere
Syvsovere er gnavere af familien Gliridae (ses også omtalt som Myoxidae), der er udbredt i Europa, Asien og Afrika. De lever i træerne og er fremragende klatrere. Det er små til mellemstore arter, oftest med en lang busket hale.

## Klassifikation
Familie: Gliridae
- Underfamilie: Graphiurinae
  - Slægt: Graphiurus
- Underfamilie: Leithiinae
  - Tribus: Leithiini
- Slægt: Eliomys (havesyvsover)
- Slægt: Dryomys (træsyvsover)
  - Tribus: Seleviniini
    - Undertribus: Seleviniina
      - Slægt: Selevinia

    - Undertribus: Myomimina
      - Slægt: Myomimus
- Underfamilie: Glirinae
  - Slægt: Glirulus (japansk syvsover)
  - Tribus: Glirini
    - Slægt: Glis

  - Tribus: Muscardinini
    - Slægt: Muscardinus (hasselmus)